# Recovery
Recovery je sedmé studiové album rappera Eminema, část alba vychází ze samplů starších popových či rockových hitů a celkově má spíše melancholickou atmosféru, jelikož hlavním tématem alba je jeho období závislosti na drogách. Na 53. předávání cen Grammy, v roce 2011, album získalo cenu za nejlepší rapové album roku. Další cenu Grammy Eminem získal i za píseň "Not Afraid".

## O albu
Brzy po vydání alba Relapse v roce 2009 se Eminem nechal slyšet, že začíná nahrávat nové album s pracovním názvem Relapse 2. V několika rozhovorech mluvil o výpomoci umělců jako jsou: Dr. Dre, 50 Cent, Lloyd Banks a skupina D12. Na albu však hostují jen Lil Wayne, Pink, Rihanna a Kobe. Na bonusové písni deluxe verze alba hostuje skupina Slaughterhouse.
Album je věnované lidem, kteří se necítí dobře. Také je reakcí na album Relapse, při jehož nahrávání se Eminem nekoncentroval, jak zpětně řekl. Dále řekl, že Recovery je více procítěné, zatímco Relapse bylo jen obyčejnou rapovou nahrávkou.
V textech se věnuje svým obvyklým tématům. V písni "Cold Wind Blows" se věnuje svým ex-láskám. V "Talkin’ 2 Myself" se zabývá dopadem svých alb na svou image. V "On Fire" představuje svou vražednou fantazii. "W.T.P." je cestou ke kořenům. V "Going Through Changes" se znovu vyrovnává s dopady slávy. Píseň "Not Afraid" je pozitivním konstatováním zlepšení Eminemova života v kontextu ukončení minulých sporů a očištění se od závislosti na lécích. Písně "So Bad" a "Almost Famous" věnuje svému alteregu Slim Shady. Singl "Love The Way You Lie" popisuje škodlivý a bolestný vztah fiktivního páru.
Jako dnes již tradičně, album uniklo předčasně na internet už 8. června.

### Singly
V dubnu 2010 byl zveřejněn singl "Not Afraid". Singlu se v USA prodalo 380 000 ks v první týden prodeje a debutoval na 1. příčce žebříčku Billboard Hot 100 jako teprve šestnáctý singl v historii a druhý v žánru hip hop. Celkem se ho v USA prodalo 4 miliony kusů a byl certifikován jako 4x platinový. Také byl oceněn cnou Grammy za nejlepší solo rapový výkon.
V srpnu byl vydán druhý singl "Love the Way You Lie", na kterém hostuje zpěvačka Rihanna, i tento singl se umístil na první pozici žebříčku Billboard Hot 100 (ale debutoval na druhé). Na první příčce se udržel sedm týdnů a celkem se ho prodalo přes pět milionů kusů a byl certifikován jako 5x platinový. Tato píseň je Eminemovým nejprodávanějším singlem, prodalo se ho deset milionů kusů celosvětově. Recovery se tím stalo jediným Eminemovým albem, které obsahuje dva singly, jež dosáhly na první místa.
V říjnu byl vydán třetí singl "No Love" (ft. Lil Wayne). Singl se umístil na 23. příčce a žebříčk use udržel dvacet týdnů.
V červnu 2011 byl dodatečně vydán čtvrtý singl "Space Bound". Singl se do žebříčku nedostal i tak se ho za následující rok prodalo okolo 500 000 ks.
Po vydání alba se do žebříčku dostaly písně "25 to Life", "Won't Back Down", "Talkin' 2 Myself" a "Cold Wind Blows".

## Po vydání
Během prvního týdne se prodalo 745 000 kusů jen v USA, čímž se album stalo zlatým. Během druhého týdne se prodalo dalších 313 000 kusů, čímž se album stalo platinovým, s 1 058 000 prodanými kopiemi. 18. srpna 2010, po dvou měsících od zveřejnění se album stalo dvojnásobně platinovým s 2 113 000 prodanými kopiemi. 28. listopadu 2010 se album stalo 3x platinové s 3 053 000 prodanými kopiemi v USA. V prvním týdnu si v digitální podobě album zakoupilo 255 000 lidí, čímž se album stalo druhým "nejstahovanějším" albem, během prvního týdne, vůbec.
Za první dva týdny se umístilo sedm písní z alba v hitparádě Billboard Hot 100. Píseň "Love the Way You Lie (ft. Rihanna)", se stala nejdéle se drženou písní na prvním místě žebříčku Digital Songs Chart a Eminem tak prvním umělcem, jehož píseň se v čele této hitparády udržela déle než pět týdnů.
Recovery se stalo druhým nejprodávanějším albem roku 2010 s téměř 5,7 milionů prodaných kopií po celém světě. Album se v roce 2011 stalo prvním v historii, kterého se prodalo přes milion kusů v digitální podobě. Celkově se v USA prodalo 4 498 000 kusů, celosvětově poté přes šest milionů.

## Seznam skladeb
Oficiální seznam písní na albu:
| Pořadí         | Název                                | Hudba                                                      | Délka |
| -------------- | ------------------------------------ | ---------------------------------------------------------- | ----- |
| 1.             | Cold Wind Blows                      | Just Blaze                                                 | 5:03  |
| 2.             | Talkin' 2 Myself (feat. Kobe)        | DJ Khalil                                                  | 5:00  |
| 3.             | On Fire                              | Mr. Porter                                                 | 3:33  |
| 4.             | Won't Back Down (feat. Pink)         | DJ Khalil                                                  | 4:25  |
| 5.             | W.T.P. (White Trash Party)           | Supa Dups, JG (co.), Eminem (add.)                         | 3:58  |
| 6.             | Going Through Changes                | Emile                                                      | 4:58  |
| 7.             | Not Afraid                           | Boi-1da, J. Evans (add.), M. Burnett (add.), Eminem (add.) | 4:08  |
| 8.             | Seduction                            | Boi-1da, M. Burnett (add.)                                 | 4:35  |
| 9.             | No Love (feat. Lil Wayne)            | Just Blaze                                                 | 4:59  |
| 10.            | Space Bound                          | Jim Jonsin                                                 | 4:38  |
| 11.            | Cinderella Man                       | Script Shepherd                                            | 4:39  |
| 12.            | 25 to Life                           | DJ Khalil                                                  | 4:01  |
| 13.            | So Bad                               | Dr. Dre                                                    | 5:25  |
| 14.            | Almost Famous                        | DJ Khalil                                                  | 4:52  |
| 15.            | Love the Way You Lie (feat. Rihanna) | Alex da Kid                                                | 4:23  |
| 16.            | You're Never Over                    | Just Blaze                                                 | 5:05  |
| 17.            | Untitled (Hidden Track)              | Havoc, Magnedo7 (co.)                                      | 3:14  |
| Celková délka: | Celková délka:                       | Celková délka:                                             | 77:40 |

| iTunes Bonus Tracks | iTunes Bonus Tracks                | iTunes Bonus Tracks | iTunes Bonus Tracks |
| Pořadí              | Název                              | Hudba               | Délka               |
| ------------------- | ---------------------------------- | ------------------- | ------------------- |
| 18.                 | Ridaz                              | Dr. Dre             | 5:00                |
| 19.                 | Session One (feat. Slaughterhouse) | Just Blaze          | 4:28                |

## Samply
- Cold Wind Blows - píseň Patriotic Song od skupiny The Gringos
- On Fire - píseň Peace and Love od skupiny Mandrill
- Going Through Changes - píseň Changes od skupiny Black Sabbath
- No Love - píseň What is Love od zpěváka Haddaway
- Space Bound - píseň Drive od skupiny R.E.M.
- You're Never Over - píseň Cry Little Sister od zpěváka Gerard McMann
- Here We Go (Bonus Track) - píseň You Don't Own Me od zpěvačky Lesley Gore